# Le cantatrici villane
Le cantatrici villane és una òpera en dos actes de Valentino Fioravanti, amb llibret de Giovanni Palomba. S'estrenà al Teatro dei Fiorentini de Nàpols el 1798.
Va circular molt de temps per Europa i al final del segle XX fou reexhumada en algunes ocasions.